# I 400 Calci
I 400 Calci è una rivista online italiana di informazione e critica cinematografica.

## Storia
Nasce nel 2009 per volontà di Nanni Cobretti, con l'obiettivo di realizzare una rivista di critica cinematografica online dedicata al genere d'azione e horror, con alcune eccezioni particolari in altri generi tra cui la fantascienza, il western e il bellico. Il nome del magazine fa il verso al film di François Truffaut I 400 colpi e i nickname utilizzati da tutti i componenti della redazione sono citazioni e omaggi al mondo del cinema.
Il magazine ha ottenuto successi e riconoscimenti, vincendo più volte i Macchianera Internet Awards (conosciuti anche come Internet Italian Awards o "Oscar Italiani della Rete") come miglior sito cinematografico e diventando ben presto uno dei siti di cinema italiani più apprezzati. I redattori del magazine vantano collaborazioni con Minerva Pictures, ScreenWeek, FilmTV, Best Movie, Esquire, Rolling Stone, Wired, Nocturno, SkyCinema, Paramount Italia, Lucca Comics & Games e Best Movie Comics and Games.
Ha realizzato negli anni interviste anche con attori di livello internazionale. Nel 2015 una di queste interviste ha dato origine ad un caso mediatico che ha visto contrapporsi l'attore Jason Statham agli interpreti del Marvel Cinematic Universe in merito alle rispettive capacità recitative e di girare scene d'azione e che, secondo alcuni, avrebbe compromesso le trattative tra Statham e la Marvel per l'assegnazione del ruolo di Bullseye nella seconda stagione di Daredevil.
Il magazine ha pubblicato negli anni una serie di accurati approfondimenti online specifici, denominati "Le basi", relativi agli autori e ai franchise ritenuti, dai redattori del sito stesso, fondamentali per il cinema d'azione e horror, dedicati in particolare a David Cronenberg, William Friedkin, Walter Hill, Michael Mann, John Milius, Sylvester Stallone e 007, a partire dai quali è stata anche realizzata una monografia cartacea su Sylvester Stallone pubblicata da Magic Press Edizioni nel 2018, Guida da combattimento a Sylvester Stallone.

## Eventi
Organizza annualmente il "Convegno Mondiale del Cinema di Menare" nell'ambito della fiera Lucca Comics & Games.
In contrapposizione ai Premi Oscar, ogni anno assegna i "Premi Sylvester". Il nome del premio è un omaggio a Sylvester Stallone, infatti il premio raffigura in scala ridotta la statua di Rocky Balboa del film Rocky III.

## Critici
I membri della redazione di critici de I 400 Calci sono identificati da pseudonimi. Ad oggi è noto che dietro gli pseudonimi ci sono giornalisti e critici di cinema che scrivono anche su altre testate, nonché persone che lavorano nel mondo dell'intrattenimento, nell'università e nella produzione letteraria e artistica.
Nel tempo hanno scritto sulla testata: Nanni Cobretti, Toshiro Gifuni (Nicola Cupperi), Xena Rowlands (Alice Cucchetti), Stanlio Kubrick (Gabriele Ferrari), Jackie Lang (Gabriele Niola), Bongiorno Miike (Simone Tempia), Luotto Preminger (Lorenzo Bertolucci), George Rohmer (Marco Triolo), Quantum Tarantino (Andrea Di Lecce), Terrence Maverick (Brando Sorbini), Jean-Claude Van Gogh, Darth Von Trier, Cicciolina Wertmüller, Casanova Wong Kar-Wai (Federico Bernocchi), Dolores Point Five (Violetta Bellocchio), Jean-Luc Merenda, Wim Diesel (Francesco Farabegoli), Belen Lugosi.

## Pubblicazioni
Con Magic Press Edizioni ha pubblicato il Manuale di cinema da combattimento (2017), con una prefazione scritta da Roy Menarini e una disegnata da Leo Ortolani, la monografia su Sylvester Stallone Guida da combattimento a Sylvester Stallone (2018), con prefazione di Giona A. Nazzaro, e I 400 Calci presenta: Guida da combattimento ai Mostri Grossi (2019), con prefazione di Licia Troisi.